# Ушана
Ушана́ (каз. Үшана) — село у складі Каратобинського району Західноказахстанської області Казахстану. Входить до складу Суликольського сільського округу.
У радянські часи село називалось Батпакколь.
Населення — 500 осіб (2021; 696 у 2009, 784 у 1999, 808 у 1989).